# Kiss Zoltán (informatikus)
Kiss Zoltán  (Szil, 1948. augusztus 25. –) mérnök informatikus, aki a magyarországi számítógépesítés hőskorában kiemelten hozzájárult a számítástechnika gyakorlati alkalmazásához a vegyipar, a gépipar, a textilipar és a mezőgazdaság területén.

## Életpályája
Az általános és a középiskolát Mosonmagyaróváron végezte, majd 1972-ben kitűnő eredménnyel szerzett diplomát Moszkvában. Az egyetem elvégzése után 1975-ig a Mosonmagyaróvári Mezőgazdasági Gépgyárban dolgozott számítógépes rendszerszervezőként.
1976-ban a Magyaróvári Kötöttárugyár számítóközpontjába került. Feladata a számítógépes programozás irányítása volt. Érdekességképpen megjegyzendő, hogy első számítógépes programját tíz évvel korábban, 1966-ban írta, akkor, amikor az országban még csak néhány számítógép volt. Mérnöki diplomája mellé, hároméves képzés után, 1977-ben rendszerszervezői diplomát is szerzett.
Munkája mellett hosszú évekig a Szervezési és Vezetési Tudományos Társaságban tevékenykedett, annak érdekében, hogy segítse hazánkban a számítástechnika elterjedését a gazdálkodó szervezeteknél.
A számítástechnikát országosan elismert szinten művelte, számos hazai és nemzetközi publikációja volt, társszerzőként felsőfokú oktatási tankönyvet is írt. Rendszeres előadója volt hazai és nemzetközi konferenciáknak. A számítástechnika felhasználásának témakörét tudományos igényességgel közelítette meg. Számítástechnikai témában doktori értekezést is írt, amit a mosonmagyaróvári egyetemen védett meg 1982-ben.
Posztgraduális képzés keretében, 1979-ben nappali tagozaton elvégezett egy egyéves felsőfokú vezetőképzőt, az akkori Könnyűipari Minisztérium szervezésében. Ez a képzés magas szintű közgazdasági ismereteket adott számára, mely alapján tevékenysége a későbbiek során a számítástechnikától a vállalati gazdálkodás felé orientálódott.

## Szakmai végzettségei
- 1966 vegyészlaboráns szakmai minősítő vizsga
- 1972 Moszkvai Vegyipari Gépgyártási Egyetem (MIHM) műszaki kibernetika kar, automatizálási villamosmérnök, jeles diplomamunka „A ciklohexanol ciklohexanonná való dehidratálási folyamatának automatikus ellenőrzése és szabályozása a kaprolaktámgyártásban” témakörben.
- 1975 KSH Nemzetközi Számítástechnikai Oktató Központ, számítógépes programozói szakvizsga PL/I programnyelvből
- 1977 KSH Nemzetközi Számítástechnikai Oktató Központ, rendszerszervező, diplomamunka „Egy integrált termelésirányítási rendszer adatbázisának és az erre épülő szükségletszámítási alrendszernek megtervezése” témakörben.
- 1980 Könnyűipari Minisztérium Módszertani és Továbbképző Intézete, egyéves felsőszintű vezetőutánpótlás-képzés, közgazdasági tanulmányok, szakdolgozat „A számítógépes termelésirányítás kifejlesztésének vezetési feladatai” témakörben.
- 1982 Agrártudományi Egyetem Keszthely, Mezőgazdaságtudományi Kar Mosonmagyaróvár, doktori értekezés „Számítástechnika alkalmazása a búzatermesztés komplex értékelésére” témakörben.

## Szakmai munkássága
- 1972-1975 Mosonmagyaróvári Mezőgazdasági Gépgyár, rendszerszervező
- 1976-1979 Magyaróvári Kötöttárugyár, számítógép programozási osztályvezető
- 1977-1992 Szervezési és Vezetési Tudományos Társaság mosonmagyaróvári szervezete, titkár
- 1980-1986 Magyaróvári Kötöttárugyár, kereskedelmi főosztályvezető,
- 1986-1990 Magyaróvári Kötöttárugyár, kereskedelmi igazgatóhelyettes, irodavezető
- 1986-1990 Magyaróvári Kötöttárugyár, vállalati tanács elnöke
- 1990-2008 Intermarket Ügynökség, cégvezető
- 2005-2008 BEPON Kereskedelmi Kft., ügyvezető igazgató
- 2002-2010 Kisalföld Volán Zrt., igazgatósági tag

## Szakmai publikációi (válogatás)
- Kiss Zoltán: Mosonmagyaróvári Mezőgép havilap, Látogatás a magyar számítógépgyártás fellegvárában, szakmai cikk, 1974. június
- Kiss Zoltán - Parlagi Endre: Programrendszerek adaptációs problémái, az IBM-PICS adaptálása a Mosonmagyaróvári Mezőgazdasági Gépgyárban, előadásanyag, Compcontrol’74 konferencia, Szeged, 1974
- Kiss Zoltán: Számítógépes termelésprogramozás a Mosonmagyaróvári Mezőgazdasági Gépgyár öntödéjében, előadásanyag, OMBKE (Országos Magyar Bányászati és Kohászati Egyesület) konferencia, Sopron, 1974
- Kiss Zoltán - Schrempf József: ALFA SYSTEM - adatbázison alapuló számítógépes vállalatirányítási rendszer kidolgozásának egyes kérdései, előadásanyag, Rendszerelméleti konferencia’76, Sopron, 1976
- Kiss Zoltán - Schrempf József: ALFA SYSTEM – adatbázison alapuló számítógépes vállalatirányítási rendszer 1. és 2. rész, szakcikk, Számítástechnika folyóirat, 1977. február, március
- Kiss Zoltán: Számítógépes vállalatirányítási rendszer kidolgozásának egyes kérdései, előadásanyag, II. Országos Vállalati Tájékoztatási Konferencia, Eger, 1977
- Dr. Bálint Sándor - Kiss Zoltán - Schrempf József: Számítástechnika az iparszerű növénytermesztésben, MTA Veszprémi Akadémiai Bizottság, pályamunka, kiemelt első díj, 1978
- Kiss Zoltán - Schrempf József: Számítástechnika a vállalatirányításban, KSH Nemzetközi Számítástechnikai Oktató Központ, tankönyv, Budapest, 1980
- Dr. Kiss Zoltán - Schrempf József: Fonalraktár irányítása mikroszámítógéppel a Magyaróvári Kötöttárugyárban, szakcikk, Magyar Textiltechnika, 1984. 12. szám
- Dr. Zoltan Kiss - Jozsef Schrempf: Die mikrorechnergestützte Leitung des Garnlagers, szakcikk, Bekleidung und Maschenware szakfolyóirat, 1985. 6. szám